# روبرتو باترس
روبرتو باترس (انگلیسی: Roberto Batres؛ زادهٔ ۸ ژانویهٔ ۱۹۸۶) بازیکن فوتبال اهل اسپانیا است.
از باشگاه‌هایی که در آن بازی کرده‌است می‌توان به باشگاه فوتبال شانگهای گرینلند شنهوآ، باشگاه فوتبال اوئسکا، باشگاه فوتبال آلباسته بالومپیه، باشگاه فوتبال لگانس، و باشگاه فوتبال اتلتیکو مادرید بی اشاره کرد.
وی همچنین در تیم ملی فوتبال زیر ۱۷ سال اسپانیا بازی کرده‌است.